# Banshankulturen
Banshankulturen eller Banshanfasen är benämningen på den mellersta fasen av Majiayaokulturen (även kallad Gansu Yangshaokulturen), och brukar föras till en 200 årsperiod 2500–2300 f. Kr. Den har fått sitt namn efter ett gravfält från tredje årtusendet f.Kr. i övre delen av Gula flodens dalgång i provinsen Gansu. Johan Gunnar Andersson gjorde utgrävningar här 1924.

## Historia
Efter sina arkeologiska undersökningar i Henan och upptäckten av Yangshaokulturen 1921 ville Andersson finna belägg för att denna kultur hade sitt ursprung betydligt längre västerut. En expedition med Andersson begav sig då till provinserna Gansu och Qinghai 1923. Expeditionen övervintrade i staden Lanzhou. Andersson och expeditionsmedlemmarna efterfrågade keramik och snart strömmade det in hela och delar av kärl från lokalbefolkningen. Snart förstod Andersson att expeditionens närvaro gett upphovs till en omfattande rovgrävning i området och han blev därför bekymrad och ytterst angelägen om att stoppa den. Under våren 1924 begav sig delar av expeditionen söderut till Taodalen och där högt upp i Banshanbergen fick de se resterna av de söndergrävda gravfälten. De hoppades då kunna hitta någon orörd grav. Om de fann en sådan grav och kunde undersöka och dokumentera den så skulle det också vara möjligt att förstå hur gravfälten sett ut innan rovgrävningarna. Till slut lyckades de finna en sådan och påbörjade en utgrävning. Lokalbefolkningen protesterade mot utgrävningarna men efter förhandlingar fick expeditionen slutföra utgrävningen av graven.

### Banshanhövdingen

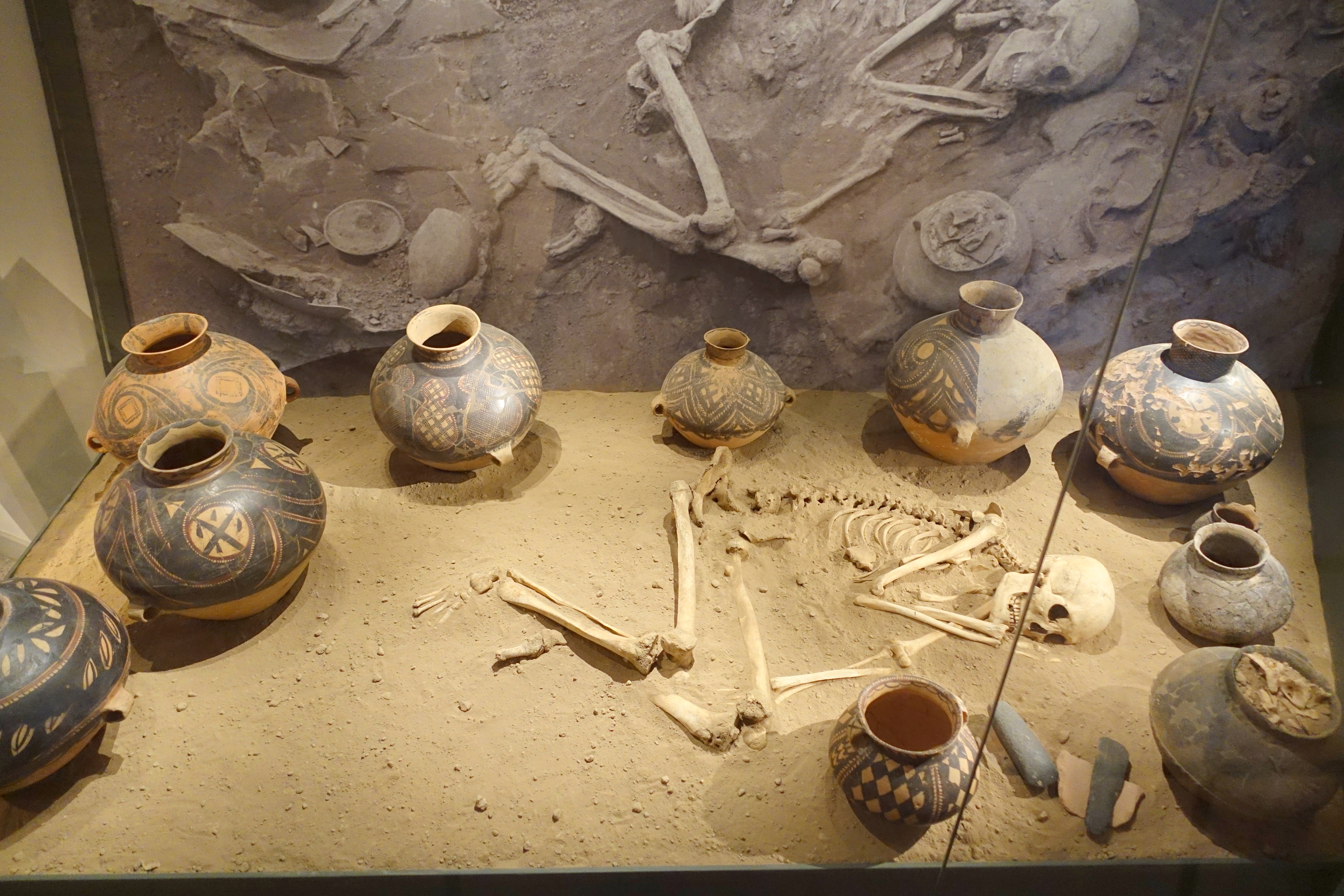
Den rekonstruerade graven, utställd på Östasiatiska museet. Den grävdes ut 1924.

Den grav som grävdes ut visade sig innehålla ett stort antal kärl i keramik och även flera stenverktyg. Det omfattande gravinnehållet gjorde att man antog att den gravlagde måste varit en betydelsefull person och man började prata om Banshanhövdingens grav. Senare har det dock framkommit att ett stort antal gravgåvor snarare var standard för området och tiden och det har senare framkommit gravar som innehållit upp till 30 kärl och ännu mer. Det finns således inga egentliga tecken på att den gravlagde skulle varit någon hövding. Skelettet med gravgåvor fördes till Sverige och har sedan dess varit utställd på Östasiatiska museet.

## Keramik
Banshanfasen av Majiayaokulturen kännetecknas av ett högt utvecklat keramiskt kunnande. Vanligtvis utgörs kärlen av bränd rödlera med målade grafiska mönster i svart och brunt. Den stora produktionen och de många kärl som blev gravgåvor har medfört att det idag finns ett stort antal kärl runt om i världens museer. Man finner samma typ av spiralornamentik under Banshanfasen som under den tidigare delen av Majiayaokulturen men den är inte längre lika komplex, originell och distinkt.